# 17. srbska brigada (NOVJ)
Za druge 17. brigade glejte 17. brigada.
17. srbska brigada (srbohrvaško: 17. srpska brigada) je bila brigada v sestavi Narodnoosvobodilne vojske in partizanskih odredov Jugoslavije in ki je delovala med drugo svetovno vojno na področju Kraljevine Jugoslavije.

## Organizacija
- štab
- 2x bataljon